# Долгий день уходит в ночь (фильм, 1962)
«Долгий день уходит в ночь» (англ. Long Day's Journey into Night) — американская чёрно-белая драма режиссёра Сидни Люмета по одноимённой пьесе Юджина О’Нила (1941). Премьера фильма состоялась в мае 1962 года в рамках Каннского кинофестиваля. Слоган фильма: «Гордость… Власть… Страсть… Боль!» (англ. Pride… Power… Passion… Pain!).

## Сюжет
1912 год, Новая Англия, летний домик стареющего актёра Джеймса Тайрона и его семьи. Картина описывает один день семьи, разговоры и споры. Тайрон давно уже не помышляет о том, чтобы быть великим актёром, его супруга Мэри превратилась в конченную морфинистку, старший сын Джейми — алкоголик и дебошир, завидующий писательскому таланту своего болезненного младшего брата Эдмунда. Каждый из них исполнен жалости к самому себе и напрочь лишён сострадания, поэтому они не в силах помочь друг другу.

## В ролях
- Кэтрин Хепбёрн — Мэри Тайрон
- Ральф Ричардсон — Джеймс Тайрон
- Джейсон Робардс — Джейми Тайрон
- Дин Стоквелл — Эдмунд Тайрон
- Джинн Барр — Кэтлин

## Съёмочная группа
- Режиссёр-постановщик: Сидни Люмет
- Сценарист: Юджин О’Нил
- Продюсер: Эли Э. Ландау
- Композитор: Андре Превин
- Оператор-постановщик: Борис Кауфман
- Монтажёр: Ральф Розенблум
- Художник-постановщик: Ричард Силберт
- Художник по костюмам: Софи Дивайн
- Гримёр: Герман Бачман
- Звукорежиссёр: Джим Шилдс
- Звуковые эффекты: Кенн Коллинз, Марк Вортрайх

## Награды и номинации
- 1962 — Каннский кинофестиваль:[2]
  - лучшие актёры — Ральф Ричардсон, Джейсон Робардс и Дин Стоквелл
  - лучшая актриса — Кэтрин Хепбёрн
  - номинация на «Золотую пальмовую ветвь» — Сидни Люмет
- 1962 — Приз Национального совета кинокритиков США:[3]
  - лучший актёр — Джейсон Робардс
  - фильм вошёл в десятку лучших фильмов
- 1963 — Номинация на премию «Оскар» за лучшую женскую роль — Кэтрин Хепбёрн[4]
- 1963 — Номинация на премию «Золотой глобус» за лучшую женскую роль — Кэтрин Хепбёрн[5]
- 1963 — Номинация на премию Гильдии режиссёров Америки за выдающийся вклад в кинематограф — Сидни Люмет[6]
- 1963 — Laurel Awards: номинация на премию Golden Laurel за высочайшее исполнение женской роли в драме — Кэтрин Хепбёрн (5-е место)[7]
- 1965 — Приз «Серебряная богиня» киножурналистов Мексики лучшей иностранной актрисе — Кэтрин Хепбёрн[8]

### Рецензии
- Обзор и рецензия на фильм (англ.)
- Review by Bosley Crowther (англ.)
- Review by JOSEPH JON LANTHIER (англ.)
- TCM Diary: Long Day’s Journey Into Night (1962) (англ.)
- Long Day’s Journey into Night – Classic Movie Review 1219 (англ.)
- Review by Jay Seaver (англ.)
- Faithful to the award winning play (англ.)
- IL LUNGO VIAGGIO VERSO LA NOTTE (итал.)